# Estación Leningradsky
La estación Leningradsky (en ruso: Ленингра́дский вокза́л, Leningradsky vokzal) es la estación de ferrocarril más antigua de Moscú, Rusia, y una de las nueve estaciones de la capital. Está situada en la plaza Komsomólskaya y conecta Moscú con las ciudades del noroeste, principalmente con San Petersburgo. La estación opera trayectos internacionales a Tallin y Helsinki.

## Historia
La estación fue construida entre 1844 y 1851 por el arquitecto Konstantín Ton como la terminal de la línea ferroviaria Moscú-San Petersburgo, un proyecto del zar Nicolás I. La estación fue inaugurada en 1851 y fue conocida como estación Peterburgski debido a que el trayecto finalizaba en la ciudad petersburguesa. Tras la muerte del zar cinco años después, la estación fue renombrada Nikoláievski y, por consiguiente, la línea ferroviaria cambió a Nikoláievskaya, nombre que se conservó hasta 1924. Ese año, los bolcheviques renombraron la estación a Oktiábrski para conmemorar la Revolución de Octubre. El nombre actual se fijó en 1937.
Los diseños de Ton eran muy similares a los de la estación Moskovski de San Petersburgo. Las serias líneas de la edificación fueron animadas con detalles de estilo Italianizante y un reloj en el centro de la torre. Más riguroso, incluso, es el exterior de la cercana Casa de la Aduana de Moscú (1844–1852), obra también de Ton. El interior de la estación fue remodelado en 1950 y 1972.

## Destinos

### Larga distancia desde Moscú
| Nº de tren | Nombre del tren                                   | Destino                     | Operado por                                                           |
| ---------- | ------------------------------------------------- | --------------------------- | --------------------------------------------------------------------- |
| 001/002    | Krásnaya Strelá (rus: Красная стрела)             | San Petersburgo (Moskovsky) | Ferrocarriles Rusos                                                   |
| 003/004    | Expréss (rus: Экспресс)                           | San Petersburgo (Moskovsky) | Ferrocarriles Rusos                                                   |
| 005/006    | Nikoláievski Expréss (rus: Николаевский Экспресс) | San Petersburgo (Moskovsky) | Ferrocarriles Rusos                                                   |
| 009/010    | Pskov (rus: Псков)                                | Pskov                       | Ferrocarriles Rusos                                                   |
| 011/012    | Aleksandr Nevski (rus: Александр Невский)         | San Petersburgo (Moskovsky) | Ferrocarriles Rusos                                                   |
| 015/016    | Árktika (rus: Арктика)                            | Múrmansk                    | Ferrocarriles Rusos                                                   |
| 017/018    | Karelia (car: Karjala; rus: Карелия)              | Petrozavodsk                | Ferrocarriles Rusos                                                   |
| 019/020    | Megapolis (rus: Мегаполис)                        | San Petersburgo (Moskovsky) | Tverskói Expréss Archivado el 15 de julio de 2010 en Wayback Machine. |
| 025/026    | Smena/A. Betankur (rus: Смена/А. Бетанкур)        | San Petersburgo (Moskovsky) | Ferrocarriles Rusos                                                   |
| 027/028    | Sévernaya Palmira (rus: Северная Пальмира)        | San Petersburgo (Moskovsky) | Ferrocarriles Rusos                                                   |
| 031/032    | Lev Tolstói (rus: Лев Толстой)                    | Helsinki (Central)          | Ferrocarriles Rusos                                                   |
| 033/034    | Tallinn Express (est: Tallinn Express)            | Tallinn (Balti jaam)        | GoRail                                                                |
| 037/038    | Afanasi Nikitin (rus: Афанасий Никитин)           | San Petersburgo (Moskovsky) | Ferrocarriles Rusos                                                   |
| 053/054    | Grand Express (rus: Гранд Экспресс)               | San Petersburgo (Moskovsky) | Grand Service Express                                                 |
| 063/064    | Dve Stolitsy (rus: Две Столицы)                   | San Petersburgo (Moskovsky) | Ferrocarriles Rusos                                                   |

### Alta velocidad
| Nº de tren                                      | Nombre del tren      | Destino                     | Operado por         |
| ----------------------------------------------- | -------------------- | --------------------------- | ------------------- |
| 151/152 153/154 155/156 159/160 163/164 165/166 | Sapsán (rus: Сапсан) | San Petersburgo (Moskovsky) | Ferrocarriles Rusos |

### Otros destinos
| País  | Destinos                                                                                  |
| ----- | ----------------------------------------------------------------------------------------- |
| Rusia | Bologoe, Borovichí, Ostáshkov, Tver, Velikie Luki, Veliki Nóvgorod, Zelenograd (Kriúkovo) |

### Destinos suburbanos
Los trenes de cercanías (elektrichka) conectan la estación de Leningradsky con las ciudades periféricas de Jimki, Zelenograd (estación de Kriúkovo), Solnechnogorsk (Podsólnechnaya), Klin, Konakovo y Tver.

## Imágenes

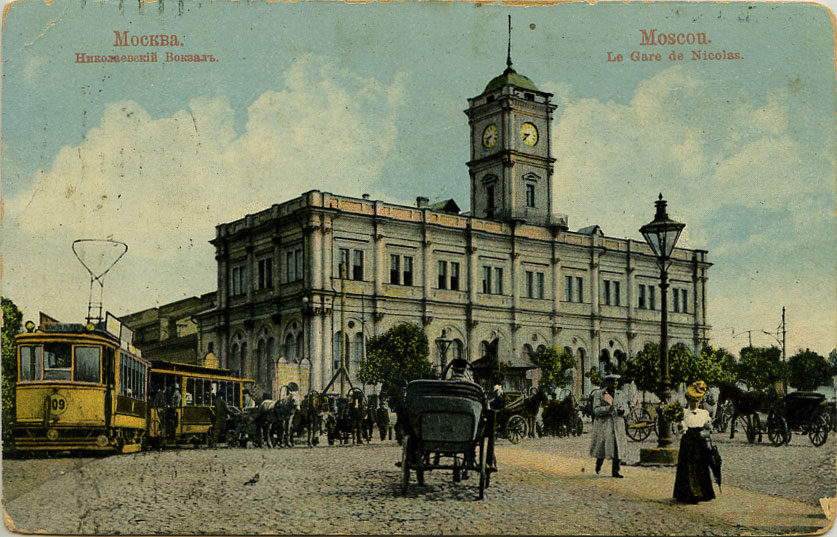
Imagen de la estación en 1900.
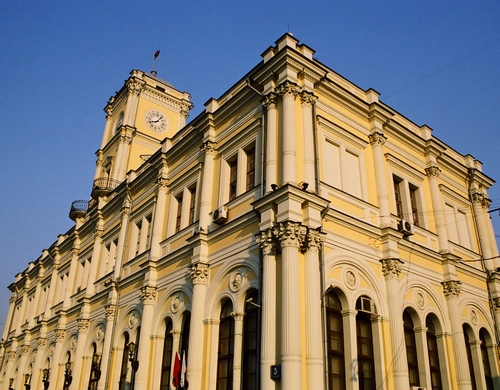
Vista desde la estación de metro Komsomólskaya.
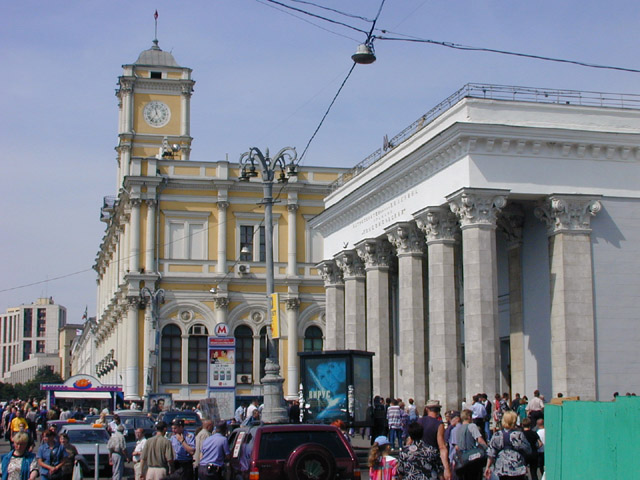
Alrededores de la estación.
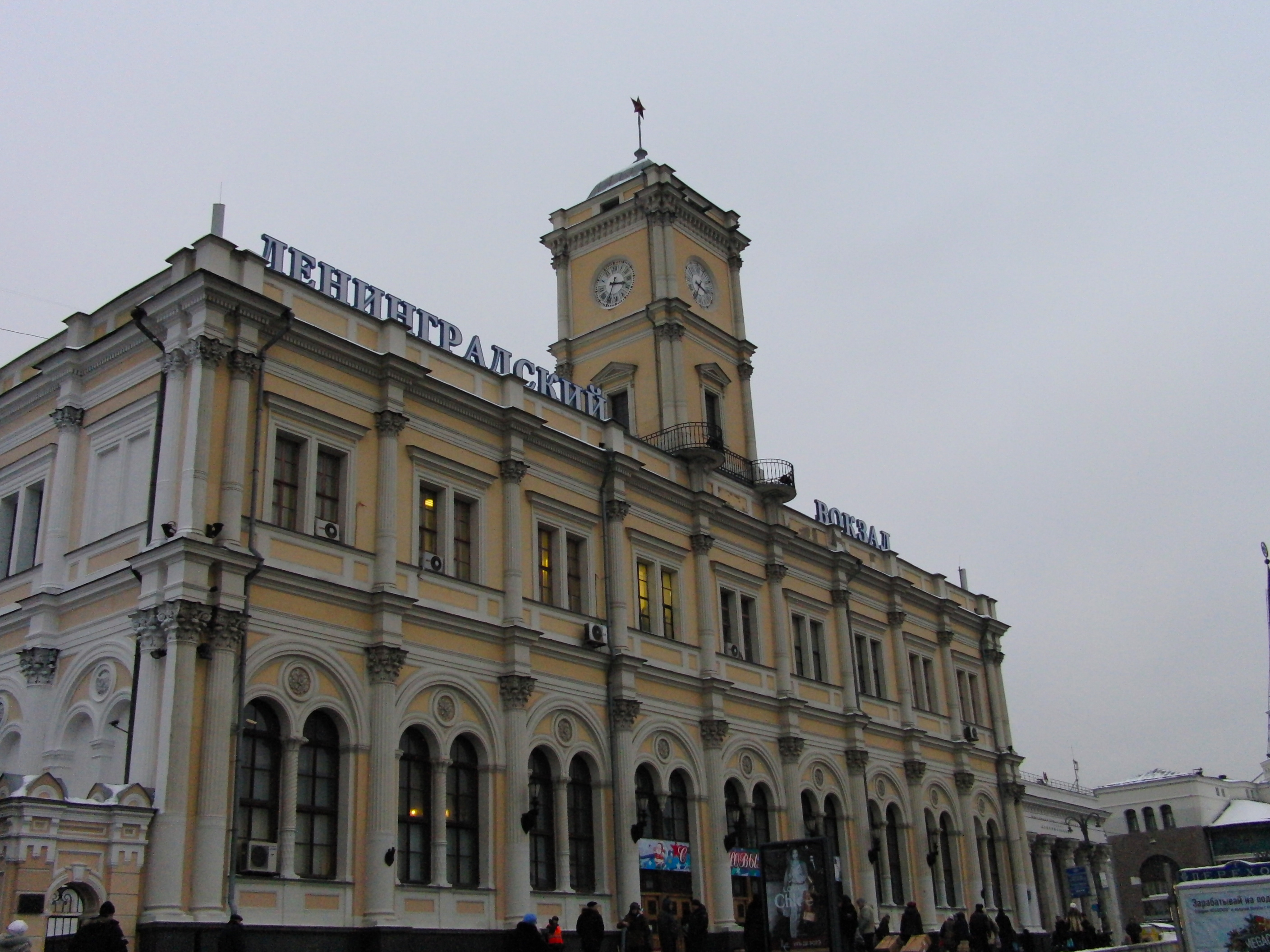
Diferente vista de la estación.
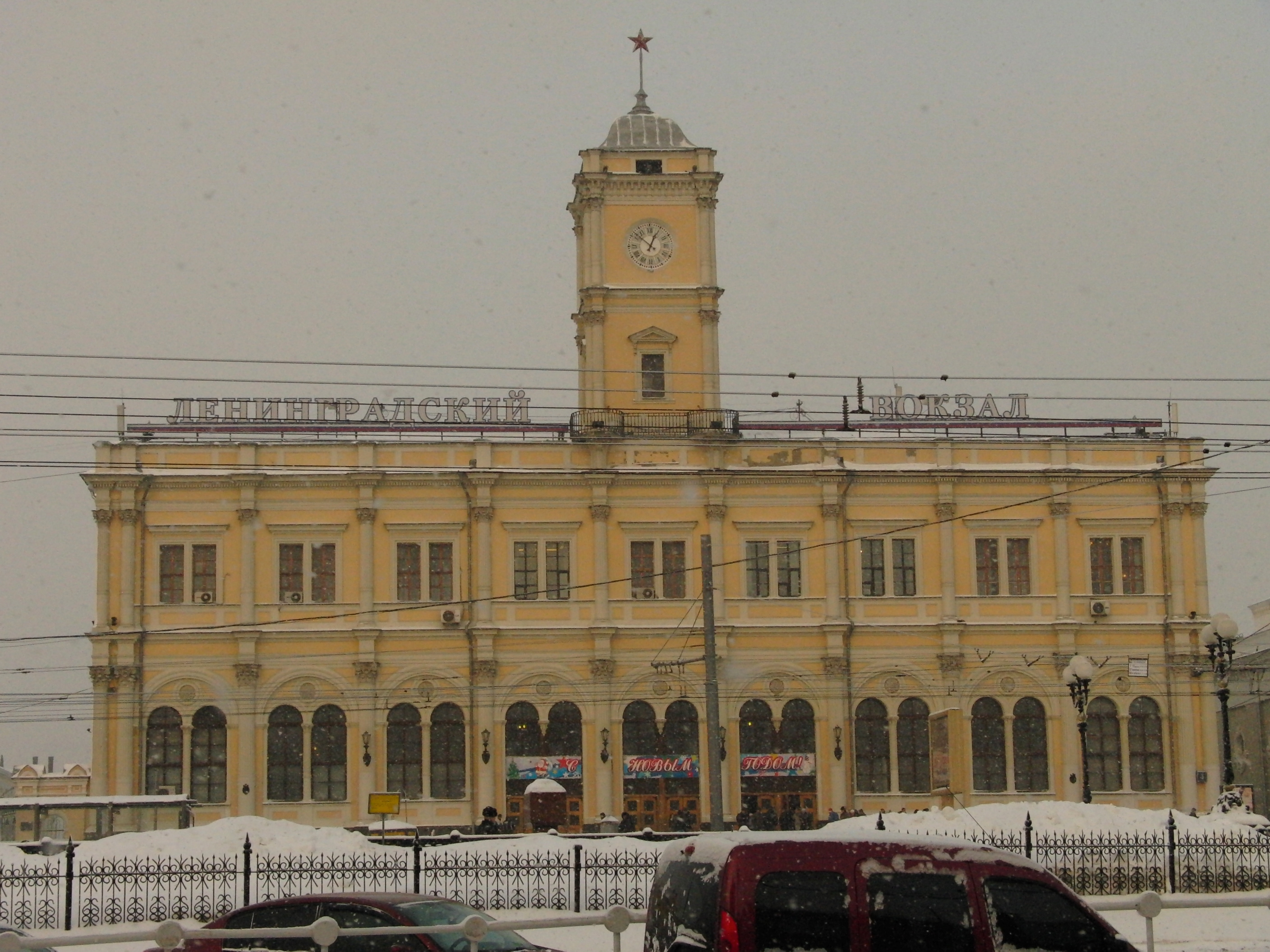
Estación de Leningradsky en invierno.